# Bofors 40 mm automatkanon
Bofors 40 mm är en svensk automatkanon utvecklad och tillverkad av Bofors, samt tillverkad på licens världen över.

## 40 mm lvakan m/36
Under mellankrigstiden ledde flygets utveckling, främst störtbombtekniken, till ökade möjligheter att träffa små punktmål, till exempel fartyg. För att möta detta uppstod behovet av väl fungerande snabbskjutande luftvärnskanoner. Utländska typer hade visat sig mindre väl lyckade, varför marinförvaltningen år 1928 gav ett uppdrag till AB Bofors att utveckla en prototyp till en luftvärnsautomatkanon av 40 mm kaliber. Efter att först ha studerat en halvautomatisk pjäs, lyckades företaget ta fram en helautomatisk kanon som vid provskjutningar uppnådde eldhastigheten 130 skott per minut. Utvecklingen var klar i oktober 1933 och kom att benämnas 40 mm lvakan m/36. Kanonen kom att bli Bofors största framgång någonsin. Den kom att licenstillverkas av flera andra länder, och under andra världskriget kom den även att piratkopieras i tusentals exemplar och deltog på alla fronter under beteckningen "The Bofors Gun". Kanonen fanns också i dubbellavettage. Internationellt kallas kanonen generellt för Bofors 40 mm L/60.

### L/60 varianter
- 40 mm lvakan m/36 – Enpipig variant
- 40 mm lvakan m/40 – Dubbelpipig variant
- 40 mm lvakan m/36-43 – Dubbelpipig variant för luftvärnskanonvagn fm/43.

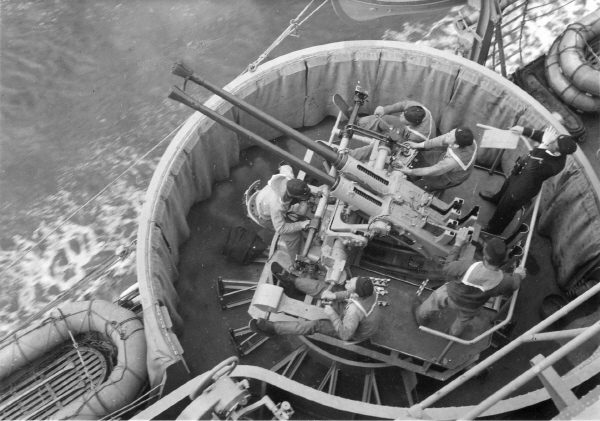
40 mm luftvärnsautomatkanon m/36 ombord på kryssaren HMS Tre Kronor.
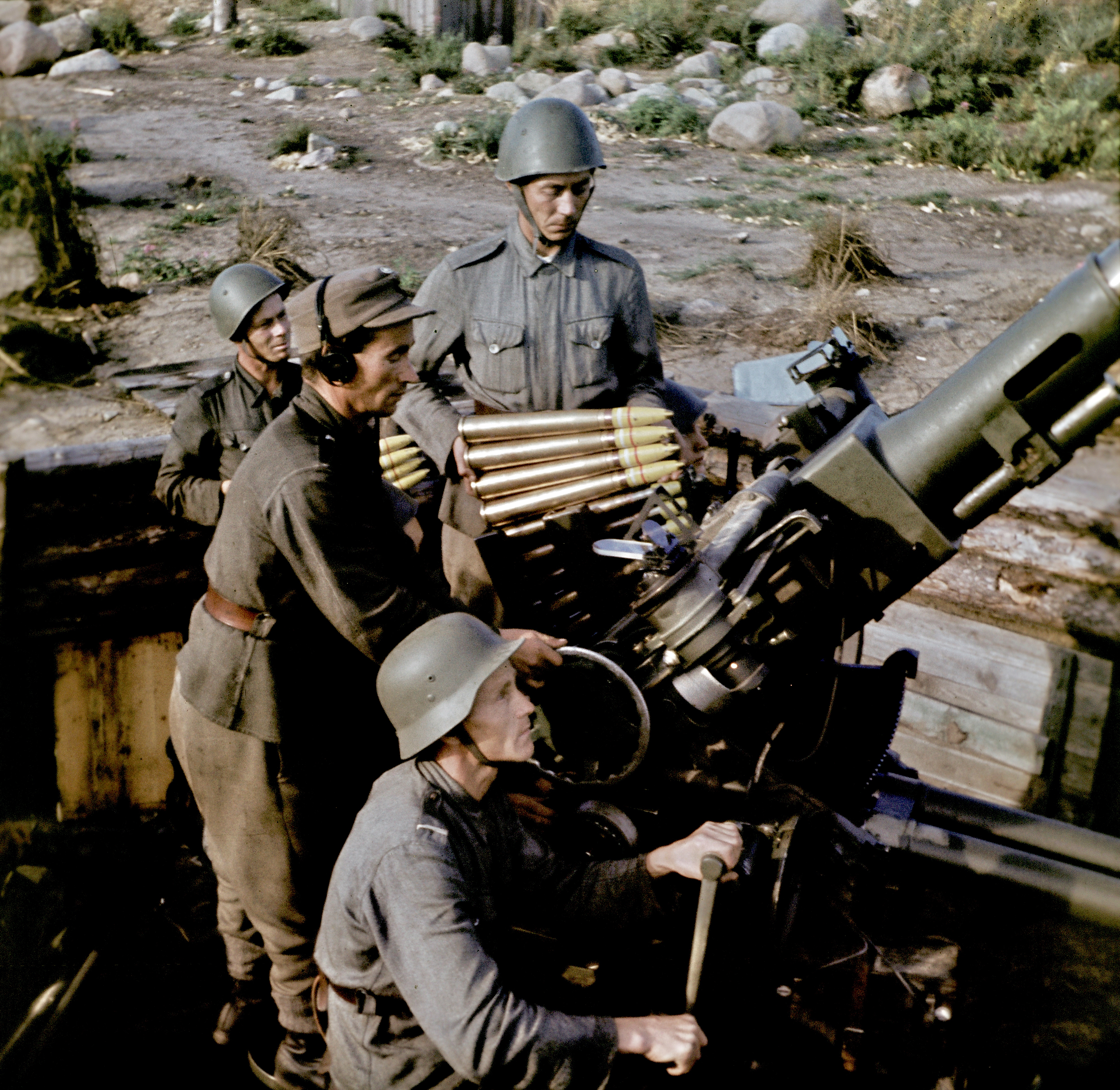
40 mm luftvärnsautomatkanon m/36 i eldställning under fortsättningskriget 1943.

## 40 mm lvakan m/48
Internationellt kallad Bofors 40 mm L/70, denna kanon har generellt varit lika lyckad som sin föregångare. Den har exporterats och licensbyggts av flera olika länder varav flera stormakter som till exempel Frankrike under beteckningen 40 mm mle51 t1.

### Användning i Sverige
40 mm Lvakan m/48 Kanonen har bland annat ingått i arméförband såsom Lvakan-kompanier och i Lvbataljon 48. Fortfarande finns kanonen på flottans fartyg. 14 st pjäser har under 00-talet renoverats och modifierats med elektrisk drift och med en kupol med låg radarmålyta. Dessa pjäser benämns 40 mm Mk2 och återfinns bland annat på HMS Carlskrona, korvetterna av Gävleklass samt minjaktfartygen av Kosterklass. Även de nya finska minjaktfartygen av Katanpääklass har fått denna pjäs, men det är oklart om dessa härrör från de ursprungliga 14 ombyggda pjäserna eller om det är fråga om en separat beställning. Eldhastigheten är 240 skott/min.
Med en eldhastighet om fyra granater per sekund, användes i armén vanligtvis spårljusspränggranater. Med ett så kallat ögonblickligt högkänsligt spetsanslagsrör, kan kanonen också användas mot mark- och sjömål.
Lvakankompaniernas uppgift var vanligtvis att bekämpa luftlandsättning medan kompanierna i Lvbataljon 48 oftast fick uppgiften att understödja flygvapnets basbataljoner även om uppgiften att skydda viktiga transportvägar (broar etc) också har förekommit.
Vissa 40 mm lvakan m/48 modifierades under mitten av 1990-talet med ett laserbaserat direktriktningssikte kallat DIRSI. DIRSI bestod av kalkylator, gyroplattform och laseravståndsmätare. Detta möjliggorde beräkning av målbana, framförhållningsvinkel och automatisk utstyrning av pjäsen. Dessa pjäser tjänstgjorde inom försvarsområdes-lvkompanier (Folvkomp 95 DIRSI) och utjorde år 2000 det svenska försvarets enda markgrupperade eldrörsluftvärn. Även dessa pjäser avfördes till följd av Försvarsbeslut 2000.

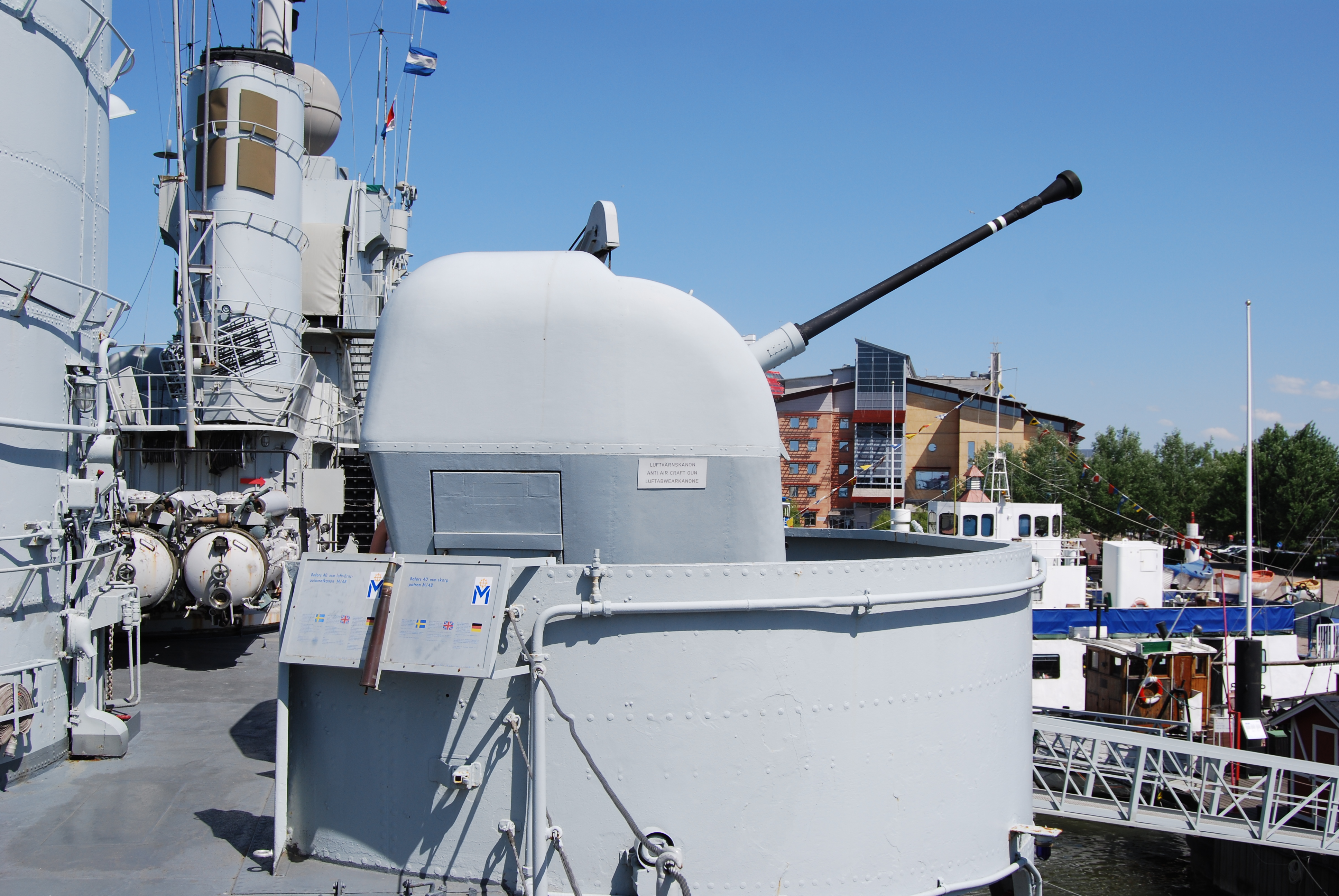
40 mm Lvakan m/48, fartygspjäs på HMS Småland (J19).
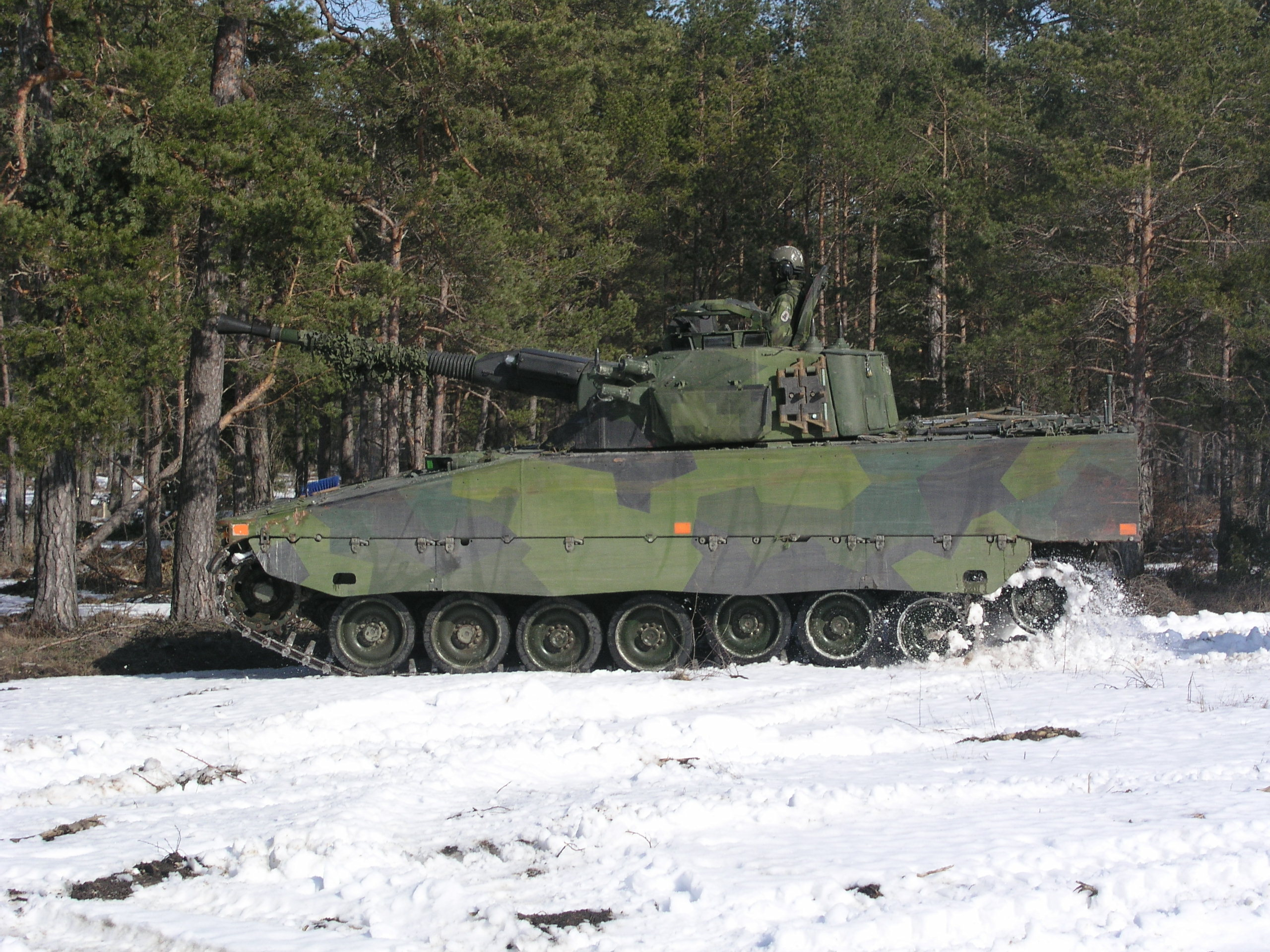
Bofors L/70 är huvudvapen på CV9040.

## Användare
- Abu Dhabi
- Algeriet
- Argentina
- Australien
- Bangladesh
- Belgien
- Belize
- Brasilien
- Brunei
- Burma
- Chile
- Cypern
- Danmark
- Dubai
- Ecuador
- Egypten
- Filippinerna
- Finland
- Frankrike
- Förenade Arabemiraten
- Grekland
- Indien
- Indonesien
- Irak
- Irland
- Island
- Israel
- Italien
- Japan
- Jemen
- Jordanien
- Kambodja
- Kanada
- Kroatien
- Lettland
- Libyen
- Litauen
- Malaysia
- Malta
- Mexiko
- Nederländerna
- Norge
- Nya Zeeland
- Oman
- Pakistan
- Panama
- Peru
- Polen
- Portugal
- Qatar
- Saudiarabien
- Schweiz
- Serbien
- Singapore
- Spanien
- Sri Lanka
- Storbritannien
- Sverige
- Sydafrika
- Sydkorea
- Sydvietnam
- Taiwan
- Thailand
- Turkiet
- Tyskland
- USA
- Ungern
- Uruguay
- Venezuela
- Österrike